# WVC Volley
WVC Volley, een afkorting van Wierdense Volleybalclub "Volley", is een Nederlandse volleybalclub uit Wierden. De club is opgericht in 1960. Vandaag de dag komen de teams uit in de districtscompetitie van de Regio Oost van de Nederlandse Volleybalbond. Het 1e Damesteam speelt in de Nationale competitie. 
De vereniging kent een grote recreanten- en jeugdafdeling met zowel dames/meisjes- als heren/jongensteams.
Voor de jeugd is er een CMV (Cool Moves Volleybal) afdeling, voorheen ook Minivolleybal genoemd. En voor de jongsten (4 en 5 jaar) is er een Volleybal Speeltuin. 
Op de website is alle actuele informatie te vinden.